# Lonchoptera annikaae
Lonchoptera annikaae är en tvåvingeart som beskrevs av Andersson 1971. Lonchoptera annikaae ingår i släktet Lonchoptera och familjen spjutvingeflugor.
Artens utbredningsområde är Myanmar. Inga underarter finns listade i Catalogue of Life.